# Odile Eisenstein
Odile Eisenstein (* 4. Juni 1949 in Boulogne-Billancourt) ist eine französische Chemikerin (theoretische Organische Chemie, Computerchemie).

## Leben
Odile Eisenstein promovierte 1977 bei Lionel Salem und Nguyên Trong Anh an der Universität Paris-Süd, an der sie auch 1971 das Lizenziat und 1972 die Thèse de 3ieme Cycle erhielt (erster Teil der damals zweiteiligen Promotion in Frankreich). Als Post-Doktorandin war sie bei Jack D. Dunitz an der ETH Zürich und Roald Hoffmann an der Cornell University. Ab 1982 war sie Assistant Professor an der University of Michigan in Ann Arbor, kehrte aber 1984 an die Universität Paris-Süd zurück. 1986 wurde sie dort Leiterin der Gruppe für theoretische Chemie. Sie war Forschungsdirektorin des CNRS (ab 2003 in der Classe Exceptionelle) und ab 1996 Professorin an der Universität Montpellier II (Institut Charles Gerhardt), wo sie die Gruppe CTMM (Chimie Théorique, Méthodologies, Modélisation) leitete. Sie ist (2022) Professorin am Hylleraas Centre for Quantum Molecular Sciences der Universität Oslo.
Eisenstein war Schulich Gastprofessor am Technion (2012/13) und Miller Professor an der University of California, Berkeley (2004), wo sie 2003 die Seaborg Lecture hielt. 2012 bis 2014 war sie Adjunct Professor an der Universität Oslo. 1997 bis 2003 war sie Adjunct Professor an der Indiana University, 1999 bis 2006 Honorary Professor an der University of Nottingham, 2001 Gastprofessor an der Texas A&M University (Frontiers of Chemistry Lecturer), 1999 Gastwissenschaftler an der autonomen Universität Barcelona und ab 2001 Honorary Professor an der Universität York.

## Werk
Sie befasst sich mit theoretischer organischer Chemie mit Arbeiten zu den Felkin-Anh-Regeln. Mit ihrem Lehrer Nguyen Trong Anh entwickelte sie das Felkin-Anh-Modell (zusätzlich benannt nach Hugh Felkin, dessen Ideen aus den 1960er Jahren sie weiterentwickelten). Außerdem befasst sie sich mit Modellierung von Struktur und Reaktionen von organischen Komplexen mit Übergangsmetallen und Lanthaniden.

## Ehrungen und Mitgliedschaften
1991 erhielt sie den Grand Prix Achille Le Bel, 1994 die Silbermedaille des CNRS, 1991 den Prix Langevin der Académie des Sciences und 2009 den American Chemical Society Award in Organometallic Chemistry. 2005 erhielt sie die Sir Edward Frankland Medal and Lectureship der Dalton division der Royal Society of Chemistry verbunden mit einer Vortragsreihe in Großbritannien. 2017 erhielt sie den Centenary Prize der Royal Society of Chemistry. 2017 wurde sie Offizier der Ehrenlegion (sie war seit 2008 Ritter der Ehrenlegion) und 2014 Offizier des Ordre national du Mérite. 2013 wurde sie Mitglied der Académie des Sciences, als erste Frau in der Sektion Chemie. 2012 wurde sie Mitglied der Academia Europaea. 2021 wurde sie Mitglied der National Academy of Sciences und der American Academy of Arts and Sciences, 2023 Mitglied der Royal Society. 2012 wurde sie Ehrendoktorin der Universität Laval und der Indiana University (1998). Sie ist lebenslanges Ehrenmitglied der israelischen chemischen Gesellschaft. 2006 wurde sie in die International Academy of Quantum Molecular Science gewählt.
1993 bis 2000 war sie Chefherausgeberin des New Journal of Chemistry.

## Schriften (Auswahl)
Außer die in den Fußnoten zitierten Arbeiten.
- mit R. F. Hudson, Trong Anh: Influence des substituants alkyles sur la force acide ou basique des alcools et des amines, Tetrahedron, Band 31, 1975, S. 751–756.
- mit F. Volatron: Wittig versus Corey-Chaykovsky Reaction. Theoretical study of the reactivity of phosphonium methylide and sulfonium methylide with formaldehyde, Journal of the American Chemical Society, Band 109, 1987, S. 1–14
- mit David Balcells, Eric Clot, Ainara Nova, Lionel Perrin, Lionel: Deciphering Selectivity in Organic Reactions: A Multifaceted Problem, Accounts of Chemical Research, Band 49, 2016, S. 1070–1078.
- mit Raphael Mathias Peltzer, Raphael Mathias, Jürgen Gauss, Michele Cascella: The Grignard Reaction – Unraveling a Chemical Puzzle,  Journal of the American Chemical Society, Band 142, 2020, S. 2984–2994
- From the Felkin-Anh Rule to the Grignard Reaction: an Almost Circular 50 Year Adventure in the World of Molecular Structures and Reaction Mechanisms with Computational Chemistry, Israel Journal of Chemistry, Band 62, Heft 1/2, 2022